# Saint-Clément-des-Baleines
Saint-Clément-des-Baleines település Franciaországban, Charente-Maritime megyében. Lakosainak száma 712 fő (2022. január 1.). Saint-Clément-des-Baleines Ars-en-Ré és Les Portes-en-Ré községekkel határos.

## Népesség
A település népessége az elmúlt években az alábbi módon változott:
| Lakosok száma | 490  | 516  | 607  | 726  | 662  | 631  | 644  | 682  | 691  | 712  |
|               | 1968 | 1982 | 1990 | 2006 | 2013 | 2015 | 2017 | 2019 | 2020 | 2022 |